# Ishiyama Hongan-ji
Die Ishiyama Hongan-ji war die Hauptfestung der Ikkō-ikki, einer Gruppe von Kriegerpriestern und Bürgerlichen, die sich während der Sengoku-Zeit gegen die Herrschaft der Samurai stellten.

## Geschichte

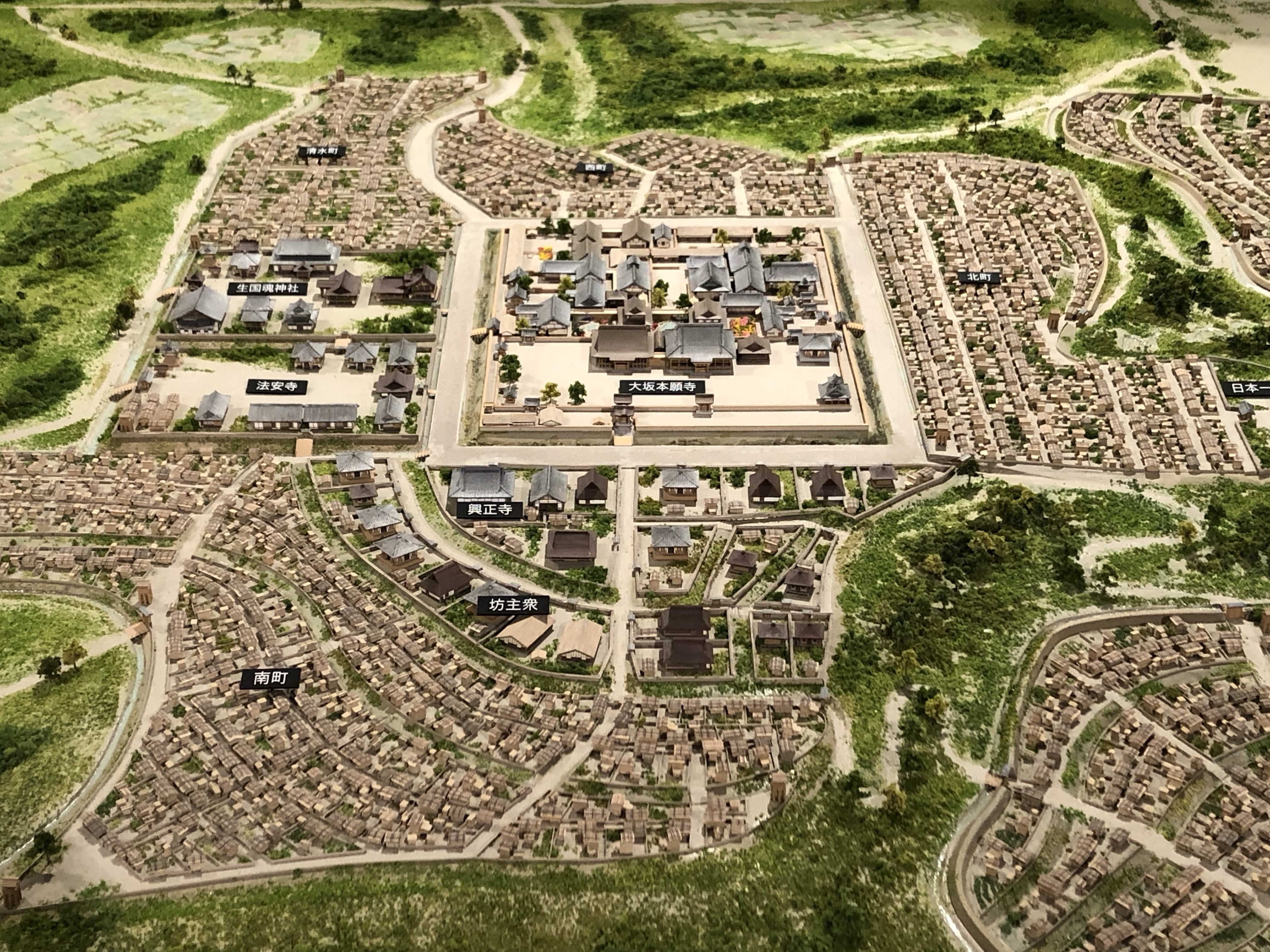
Modell der Festung Ishiyama Hongan-ji

Ishiyama Hongan-ji wurde 1496 an der Mündung des Flusses Yodo an der Küste des Seto-Inlandsees gegründet. Zu dieser Zeit befand sich das Gebäude außerhalb der Überreste der alten Hauptstadt Naniwa in der Provinz Settsu. Tatsächlich ergaben neuere archäologische Forschungen, dass der Tempel auf den Ruinen des alten Kaiserpalastes errichtet wurde. Die Stadt (heute Osaka) ist seither um den Ort gewachsen und umfasst den Ishiyama (Steinberg).
Rennyo, der Erweckungsabt von Jōdo Shinshū (Ikkō-shū), zog sich 1496 in das Gebiet zurück und initiierte eine Reihe von Ereignissen, die zur Gründung der zweitgrößten Stadt Japans führten. Zeitgenössische Dokumente, die seinen Ruhestandort als an einem „langen Hang“ (○, Ōzaka) beschreiben, sind die ersten, die das Gebiet so benennen, das sich im Laufe der Zeit nur geringfügig in Ōzaka geändert hat und zur zweitgrößten Stadt Japans geworden ist. Obwohl Rennyo die Einsamkeit suchte, indem er sich an diesen ruhigen Ort zurückzog, zog er sehr schnell eine große Zahl von Anhängern an. Der kleine Tempel, den Rennyo für seine persönlichen Andachten gebaut hatte, wurde erweitert und viele Häuser und andere Gebäude errichtet, um die neuen Bewohner unterzubringen. Drei Jahre später, als Rennyo starb, war die allgemeine Form und Größe des Ishiyama Hongan-ji bereits vorhanden.
Nach der Zerstörung von Yamashina Mido 1532 in Kyoto diente der Ishiyama Hongan-ji als Primärtempel der Ikkō-Sekte, aus der die Ikkō-ikki hervorgegangen war. Spenden von Anhängern wurden über ein System von Maklern gesammelt, hauptsächlich von denen, die in Sakai in der nahegelegenen Provinz Izumi ansässig waren.
Die Domfestung galt vor allem aufgrund ihrer Lage und Orientierung als unbezwingbar. Darüber hinaus waren zu jeder Zeit etwa hundert Priester auf Patrouille, und mehr als zehntausend konnten allein durch das Läuten einer Glocke zum Kampf gerufen werden. Die Priester der Festung kamen nicht nur aus Osaka und Umgebung, sondern auch aus den Heimatprovinzen der Ikko-Sekte Kaga und Echizen. Die Priester hatten auch viele Verbündete, darunter den Mōri-Clan, der die Festung während der Belagerung versorgte. Sowohl Uesugi Kenshin als auch Takeda Shingen, beide Rivalen von Oda Nobunaga, leisteten den Ikki einen großen Dienst, indem sie Nobunaga und einander beschäftigt hielten.
Der Hongan-ji wurde 1576 von den Streitkräften von Oda Nobunaga belagert, hielt aber elf Jahre durch, was die längste Belagerung der japanischen Geschichte bedeutete. Im August 1580 wurde der Abt Kōsa (Kennyo) zur Kapitulation überredet, was die elfjährige Belagerung beendete.
Zur Zeit der Kapitulation wurde der gesamte Tempelkomplex in Brand gesetzt. Laut einigen Quellen geschah dies von innen, um Nobunaga jegliche materiellen Vorteile aus der Niederlage der Ikki zu verweigern. Obwohl einige Mitglieder der Gruppe in die Provinz Kaga flohen, um eine endgültige Haltung einzunehmen, war die Zerstörung der Ishiyama Hongan-ji wahrhaftig der tödliche Schlag, der die Zerstörung der Sekte als militante Kraft markierte.
Drei Jahre später begann Toyotomi Hideyoshi mit dem Bau der Burg Osaka.